# 砂川事件
砂川事件（すながわじけん）は、東京都北多摩郡砂川町（現・立川市）付近にあった在日米軍立川飛行場の拡張を巡る闘争（砂川闘争）における一連の訴訟である。特に、1957年（昭和32年）7月8日に特別調達庁東京調達局が強制測量をした際に、基地拡張に反対するデモ隊の一部が、アメリカ軍基地の立ち入り禁止の境界柵を壊し、基地内に数メートル立ち入ったとして、デモ隊のうち7名が日本国とアメリカ合衆国との間の安全保障条約第三条に基く行政協定（現在の地位協定の前身）違反で起訴された事件を指す。
当時の住民や一般人の間では主に「砂川紛争」と呼ばれている。全学連も参加し、その後の安保闘争、全共闘運動のさきがけとなった学生運動の原点となった事件である。

## 第一審（判決）

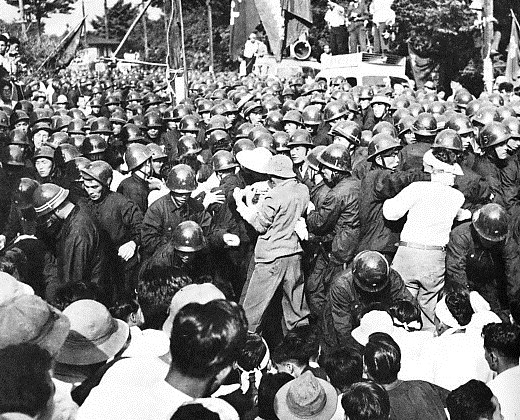
砂川事件（1955年頃撮影）

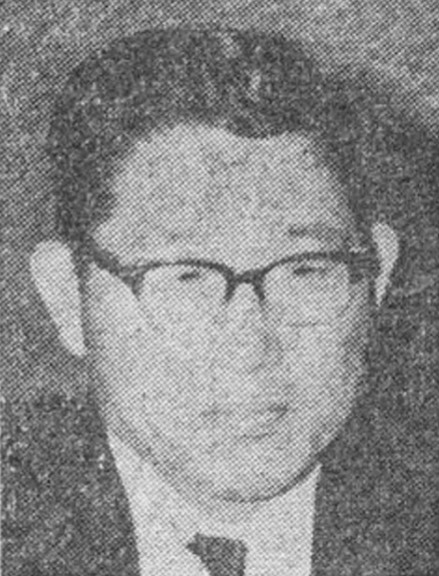
無罪判決を下した東京地裁判事の伊達秋雄

東京地方裁判所（裁判長判事・伊達秋雄）は、1959年（昭和34年）3月30日、「日本政府がアメリカ軍の駐留を許容したのは、指揮権の有無、出動義務の有無に関わらず、日本国憲法第9条2項前段によって禁止される戦力の保持にあたり、違憲である。したがって、刑事特別法の罰則は日本国憲法第31条（デュー・プロセス・オブ・ロー規定）に違反する不合理なものである」と判定し、全員無罪の判決を下した（東京地判昭和34.3.30 下級裁判所刑事裁判例集1・3・776）ことで注目された（伊達判決）。これに対し、検察側は直ちに最高裁判所へ跳躍上告している。

## 最高裁判所判決
最高裁判所（大法廷、裁判長・田中耕太郎長官）は、同年12月16日、「憲法第9条は日本が主権国として持つ固有の自衛権を否定しておらず、同条が禁止する戦力とは日本国が指揮・管理できる戦力のことであるから、外国の軍隊は戦力にあたらない。したがって、アメリカ軍の駐留は憲法及び前文の趣旨に反しない。他方で、日米安全保障条約のように高度な政治性をもつ条約については、一見してきわめて明白に違憲無効と認められない限り、その内容について違憲かどうかの法的判断を下すことはできない」（統治行為論採用）として原判決を破棄し地裁に差し戻した（最高裁大法廷判決昭和34.12.16　最高裁判所刑事判例集13・13・3225）。

## 差戻し審と確定判決
田中の差戻し判決に基づき再度審理を行った東京地裁（裁判長・岸盛一）は1961年（昭和36年）3月27日、罰金2,000円の有罪判決を言い渡した。この判決につき上告を受けた最高裁は1963年（昭和38年）12月7日、上告棄却を決定し、この有罪判決が確定した。

## 砂川事件判決の論点

### 最高裁判決の背景
機密指定を解除されたアメリカ側公文書を日本側の研究者やジャーナリストが分析したことにより、2008年（平成20年）から2013年（平成25年）にかけて新たな事実が次々に判明している。
まず、東京地裁の「米軍駐留は憲法違反」との判決を受けて当時の駐日大使ダグラス・マッカーサー2世が、同判決の破棄を狙って外務大臣藤山愛一郎に最高裁への跳躍上告を促す外交圧力をかけたり、最高裁長官・田中と密談したりするなどの介入を行なっていた。跳躍上告を促したのは、通常の控訴では訴訟が長引き、1960年（昭和35年）に予定されていた条約改定（日本国とアメリカ合衆国との間の安全保障条約から日本国とアメリカ合衆国との間の相互協力及び安全保障条約へ）に反対する社会党などの「非武装中立を唱える左翼勢力を益するだけ」という理由からだった。そのため、1959年（昭和34年）中に（米軍合憲の）判決を出させるよう要求したのである。これについて、同事件の元被告人の一人が、日本側における関連情報の開示を最高裁・外務省・内閣府の3者に対し請求したが、3者はいずれも「記録が残されていない」などとして非開示決定。不服申立に対し外務省は「関連文書」の存在を認め、2010年4月2日、藤山外相とマッカーサー大使が1959年4月におこなった会談についての文書を公開した。
また田中自身が、マッカーサー駐日大使と面会した際に「伊達判決は全くの誤り」と一審判決破棄・差し戻しを示唆していたこと、上告審日程やこの結論方針をアメリカ側に漏らしていたことが明らかになった。ジャーナリストの末浪靖司がアメリカ国立公文書記録管理局で公文書分析をして得た結論によれば、この田中判決はジョン・B・ハワード国務長官特別補佐官による“日本国以外によって維持され使用される軍事基地の存在は、日本国憲法第9条の範囲内であって、日本の軍隊または「戦力」の保持にはあたらない”という理論により導き出されたものだという。当該文書によれば、田中は駐日首席公使ウィリアム・レンハートに対し、「結審後の評議は、実質的な全員一致を生み出し、世論を揺さぶるもとになる少数意見を回避するやり方で運ばれることを願っている」と話したとされ、最高裁大法廷が早期に全員一致で米軍基地の存在を「合憲」とする判決が出ることを望んでいたアメリカ側の意向に沿う発言をした。田中は砂川事件上告審判決において、「かりに…それ（駐留）が違憲であるとしても、とにかく駐留という事実が現に存在する以上は、その事実を尊重し、これに対し適当な保護の途を講ずることは、立法政策上十分是認できる」、あるいは「既定事実を尊重し法的安定性を保つのが法の建前である」との補足意見を述べている。古川純専修大学名誉教授は、田中の上記補足意見に対して、「このような現実政治追随的見解は論外」と断じており、また、憲法学者で早稲田大学教授の水島朝穂は、判決が既定の方針だったことや日程が漏らされていたことに「司法権の独立を揺るがすもの。ここまで対米追従がされていたかと唖然とする」とコメントしている。
この件に関しては、田中がレンハートと会った「共通の友人宅」が秘密結社の集会だとの根拠はなく、欧米式のホームパーティーだったと考えるのが自然だともされている。また米国の公文書で駐日米国大使が推測で付け加えている部分を、事実であるかのように断定的に訳していることも問題だとされている。

### 集団的自衛権の根拠
第2次安倍内閣は、2014年7月1日の閣議決定において憲法解釈を一部変更し、集団的自衛権の行使を限定的に可能とする武力の行使の「新三要件」を定めた。集団的自衛権の行使容認について安倍晋三首相は、本判決の「わが国が、自国の平和と安全を維持しその存立を全うするために必要な自衛のための措置をとりうることは、国家固有の権能の行使として当然のことといわなければならない」を根拠の1つとした。

### 有権解釈への影響
田中耕太郎の判決は「わが国が主権国として持つ固有の自衛権は何ら否定されたものではなく、わが憲法の平和主義は決して無防備、無抵抗を定めたものではないのである」としている。
この判決は直接的には外国軍隊の日本国内への駐留の合憲性について判断したものである。「わが国が、自国の平和と安全を維持しその存立を全うするために必要な自衛のための措置をとりうることは、国家固有の権能の行使として当然」とし、「外国の軍隊は、たとえそれがわが国に駐留するとしても、ここにいう戦力には該当しない」と結論している。
ただし、本判決は、駐留米軍に関する事案であったこともあり、日本独自の自衛力の保持について憲法上許容されているか否かは明らかにしていない。砂川事件最高裁判決の判決文は憲法9条2項について「その保持を禁止した戦力とは、わが国がその主体となってこれに指揮権、管理権を行使し得る戦力をいう」と述べている。
下級審では、長沼ナイキ事件の第一審判決が砂川事件最高裁判決を引用しつつ「自衛権を保有し、これを行使することは、ただちに軍事力による自衛に直結しなければならないものではない」とした。長沼ナイキ事件の最高裁判決では原告適格について判断しており、この点の憲法判断は回避した。
一方、政府見解は、自衛のための必要最小限度の実力は憲法9条の「戦力」に該当せず、自衛隊は軍隊に当たらないという構成をとる。また、自衛措置について、1972年（昭和47年）の政府見解は「国民の権利が根底から覆される急迫、不正の事態」について「必要最小限度」に限り発動できるとしている。
ただ、1972年（昭和47年）の政府見解は結論としては「集団的自衛権の行使は憲法上許されない」とした。これは集団的自衛権は我が国が攻撃されていない場合であり、自衛のための必要最小限を超えるもので憲法上禁止されているという論理に基づく。
砂川事件の最高裁判決は、2014年（平成26年）以降の集団的自衛権容認をめぐる議論で再び取り上げられるようになった。
2014年（平成26年）4月、参議院議員で公明党代表の山口那津男は砂川事件の最高裁判決について「集団的自衛権を視野に入れたものとは思っていない」との認識を示したのに対し、同年5月、衆議院議員で自民党副総裁の高村正彦は砂川事件の最高裁判決は自衛権に触れた唯一の最高裁判決で集団的自衛権を除外していないという認識を示した。
2014年（平成26年）5月15日、「安全保障の法的基盤の再構築に関する懇談会(第7回)」の報告書にて言及され、同年7月1日第2次安倍内閣による臨時閣議での憲法解釈変更の1つの根拠とされた。
2015年（平成27年）6月4日の衆議院憲法審査会では自民党推薦の憲法学者も含めて憲法学者3人全員が集団的自衛権の行使などを盛り込んだ関連法案を憲法違反と指摘。これに対し、2015年6月10日、安全保障関連法案を審議する衆議院特別委員会で横畠裕介内閣法制局長官は新たな政府見解について砂川事件の最高裁判決を引いて「これまでの政府の憲法解釈との論理的整合性は保たれている」と説明した。
衆議院憲法審査会では、自民党副総裁の高村正彦が砂川事件の最高裁判決は自衛の措置を認めていると指摘した上で「従来の政府見解における憲法9条の法理の枠内で、合理的な当てはめの帰結を導いた」と主張した。これに対して、民主党幹事長の枝野幸男は砂川判決は日本の集団的自衛権の合憲性を争ったものではないと述べた。また、安全保障関連法案を審議する衆議院特別委員会では辻元清美が先述の「安全保障の法的基盤の再構築に関する懇談会」で座長代理を務めた北岡伸一の発言を取り上げ「北岡氏は『砂川判決は米軍と基地に関する裁判で、そこに展開されている法理は必ずしも拘束力を持たない』と言っている。こじつけようとするから、憲法学者がおかしいと言っている」と指摘した。

## 事件後
その後、米軍は首都圏域の空軍拠点を横田基地（東京都福生市ほか）に一本化する方針に変更し、1977年11月30日に立川基地は日本に全面返還された。跡地は東京都の防災基地、陸上自衛隊立川駐屯地や国営昭和記念公園ができたほか、国の施設などが移転してきている。
2014年6月17日、当時の被告4人が、有罪判決は誤りであり破棄して免訴とするよう再審請求を行なった。今次の請求について「第2次安倍内閣は集団的自衛権の合憲解釈を、田中判決・岸判決を根拠にしようとしているため。抗議の意味を込めて」と説明している。再審請求に対し、東京地方裁判所は2016年3月8日に「新証拠は免訴を言い渡す明らかな証拠とは認められない」として棄却した。これに対し、元被告側は東京高等裁判所に即時抗告する方針である。2017年11月15日、元被告3名及び故人となった1名の遺族が行った再審請求即時抗告審で、東京高裁は即時抗告を棄却する決定をした。元被告らは東京高裁の判決を不服として最高裁判所に特別抗告したが、最高裁は2018年7月18日に棄却。これにより再審棄却が確定した。なお、原告の一人は「司法のかばい合いで、権利侵害の救済を避けた不当決定だ」と非難している。
2024年1月15日、最高裁判決前に最高裁の田中耕太郎長官が米側に評議の状況などを伝えたことで「公平な裁判を受ける権利が侵害された」として、元被告ら3人が国に損害賠償を求めた訴訟の判決で、東京地方裁判所は「具体的な評議内容、予想される判決内容まで伝えた事実は認められず、公平な裁判でないとは言えない」として請求を棄却した。
2025年1月31日、東京高裁は請求を退けた一審・東京地裁判決を支持し、元被告らの控訴を棄却した。
後藤健裁判長は、田中耕太郎長官（当時）の言動について「公平さに疑念を抱かせる恐れがあり不適切だったが、被害者的立場の米国に手続きの説明や見通しを述べるにとどまり、裁判の公平性に影響する性質だったとまでは言えない」とした。

## 関連する訴訟
- 内閣総理大臣の土地収用認定に対する取消し訴訟
- 土地明渡し請求訴訟
- 砂川職務執行命令訴訟　など